# 柳孝
柳 孝（やなぎ たかし、1964年5月29日 - ）は、日本の文部科学官僚。文部科学省大臣官房長、文部科学審議官等を経て、文部科学事務次官。

## 人物・経歴
新潟県中頸城郡柿崎町（現上越市柿崎区）出身。新潟県立高田高等学校を経て、1987年立命館大学法学部卒業。国家公務員採用Ⅰ種試験（法律）を受け、科学技術庁入庁。原子力安全局原子力安全課配属。1992年4月原子力安全局原子力安全課総括係長。1993年4月長官官房総務課企画係長。その後は文部科学省大臣官房国際課国際協力政策室長、文部科学省科学技術・学術政策局科学技術・学術戦略官、文部科学省研究振興局研究環境・産業連携課長等を経て、2012年文部科学省研究開発局宇宙開発利用課長。
2014年文部科学省研究開発局開発企画課長。2015年8月文部科学省大臣官房政策課長。2016年から内閣府大臣官房審議官（科学技術・イノベーション担当）兼大学改革担当室次長を務め、産学連携の強化を進めた。2019年文部科学省大臣官房長。2020年内閣府政策統括官（科学技術・イノベーション担当）。2021年4月内閣府科学技術・イノベーション推進事務局統括官兼原子力損害賠償・廃炉等支援機構担当室長。同年9月文部科学審議官。2022年9月文部科学事務次官。12月日本ユネスコ国内委員会委員。